# Josef Hierl
Josef Hierl (* 17. August 1942 in Litzlohe, heute Pilsach; † 13. Juli 2018 in Neumarkt in der Oberpfalz) war ein deutscher Politiker (CSU).
Hierl, der auf dem elterlichen, landwirtschaftlichen Anwesen in Litzlohe aufwuchs, besuchte dort die Volksschule, legte sein Abitur ab und studierte Pädagogik an der Universität Eichstätt sowie Rechtswissenschaften in Erlangen. Er war Referendar in Nürnberg, legte die Staatsprüfung ab, und war danach von 1960 bis 1973 als Justitiar in der Firma Max Bögl. 1973 begann er als selbständiger Rechtsanwalt in Neumarkt in der Oberpfalz. Er promovierte an der Paris-Lodron-Universität in Salzburg.
Hierl trat der CSU und der Jungen Union 1961 bei. Bei beiden Vereinigungen war er Vorsitzender des Kreisverbandes Neumarkt in der Oberpfalz. Er gehörte dem Kreistag und von 1974 bis 1978 dem Bayerischen Landtag an.